# Stuart Musialik
Stuart Musialik (Newcastle, 29 de março de 1985) é um futebolista australiano que atua no Sydney FC. 

## Carreira
Stuart Musialik representou a Seleção Australiana de Futebol, nas Olimpíadas de 2008. 